# Musée Kazerne Dossin
Le musée Kazerne Dossin est un mémorial, musée et centre de documentation sur l'Holocauste et les droits de l'homme, inauguré en 2012. Il est situé dans l'ancien camp de transit de Malines de la Seconde Guerre mondiale, à partir duquel, en Belgique occupée, 25 274 Juifs et 352 Roms ont été déportés vers les camps d'extermination. Le musée et le centre de documentation  sont situés dans un nouveau complexe spécialement construit sur la place publique.

## Histoire
Entre juillet 1942 et septembre 1944, la caserne Dossin est connue sous le nom de SS-Sammellager Mecheln, un camp nazi de transit et de déportation. 25 274 Juifs et 354 Gitans y sont rassemblés avant d'être transportés à Auschwitz-Birkenau et dans d'autres camps de concentration de l'est. Les deux tiers ont été tués à leur arrivée. Au moment de la libération et de la fin de la Shoah en Belgique, seuls 1395 avaient survécu.
Après la guerre, l'ancienne caserne d'infanterie a repris ses fonctions militaires avant d'être rénovée en logement civil. Un collectif privé d'anciens rescapés de la Shoah financent l'achat du rez-de-chaussée et du sous-sol de l'aile droite pour en faire un mémorial et une archive. Le 7 mai 1995, le roi Albert II inaugure sur le site le Musée juif de la déportation et de la résistance. 
En 2012, le musée est inauguré dans un nouveau bâtiment situé en face de l'édifice.

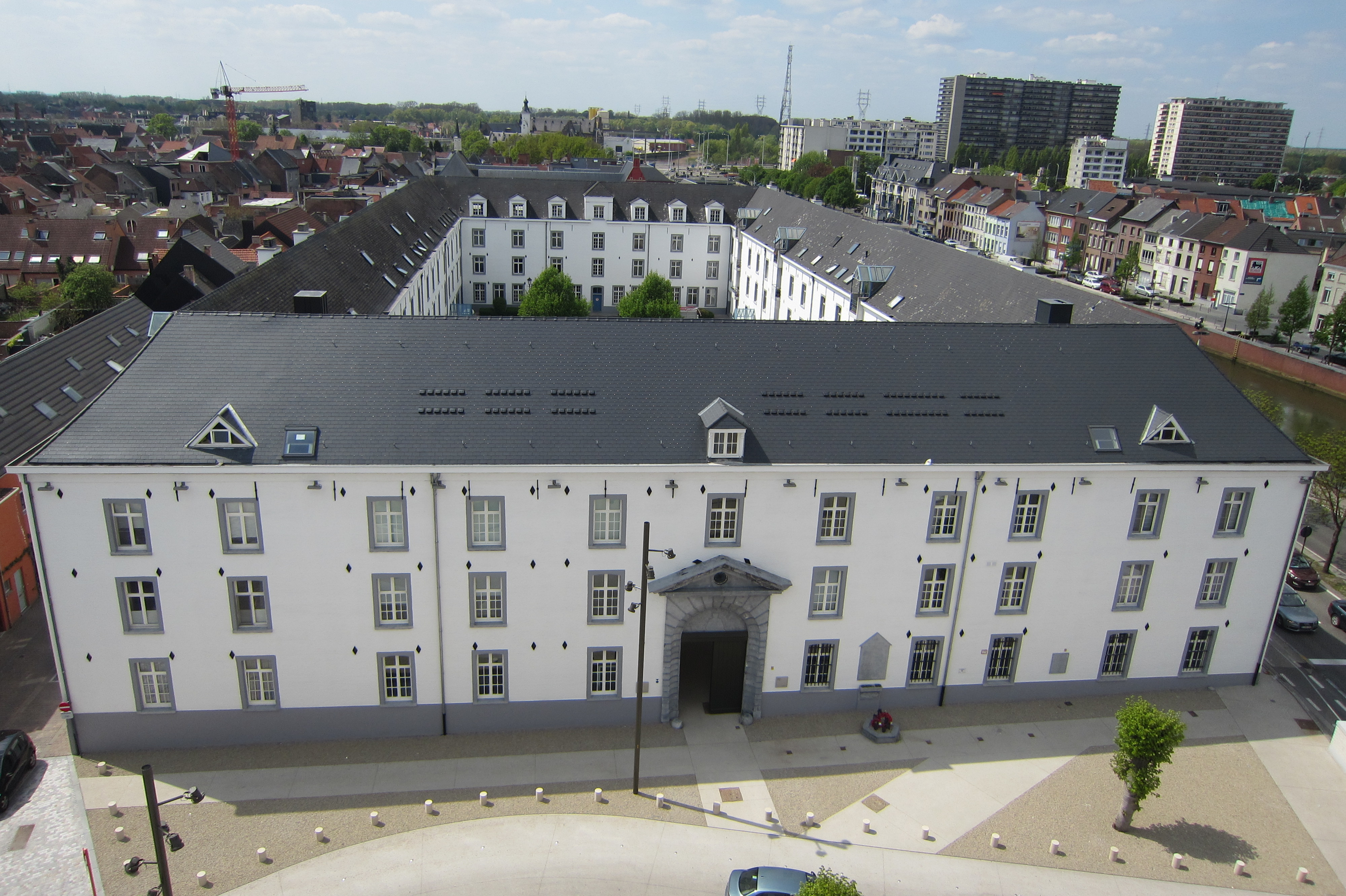
La caserne Dossin d'origine, site de l'ancien camp de transit, dont une partie abrite le mémorial.
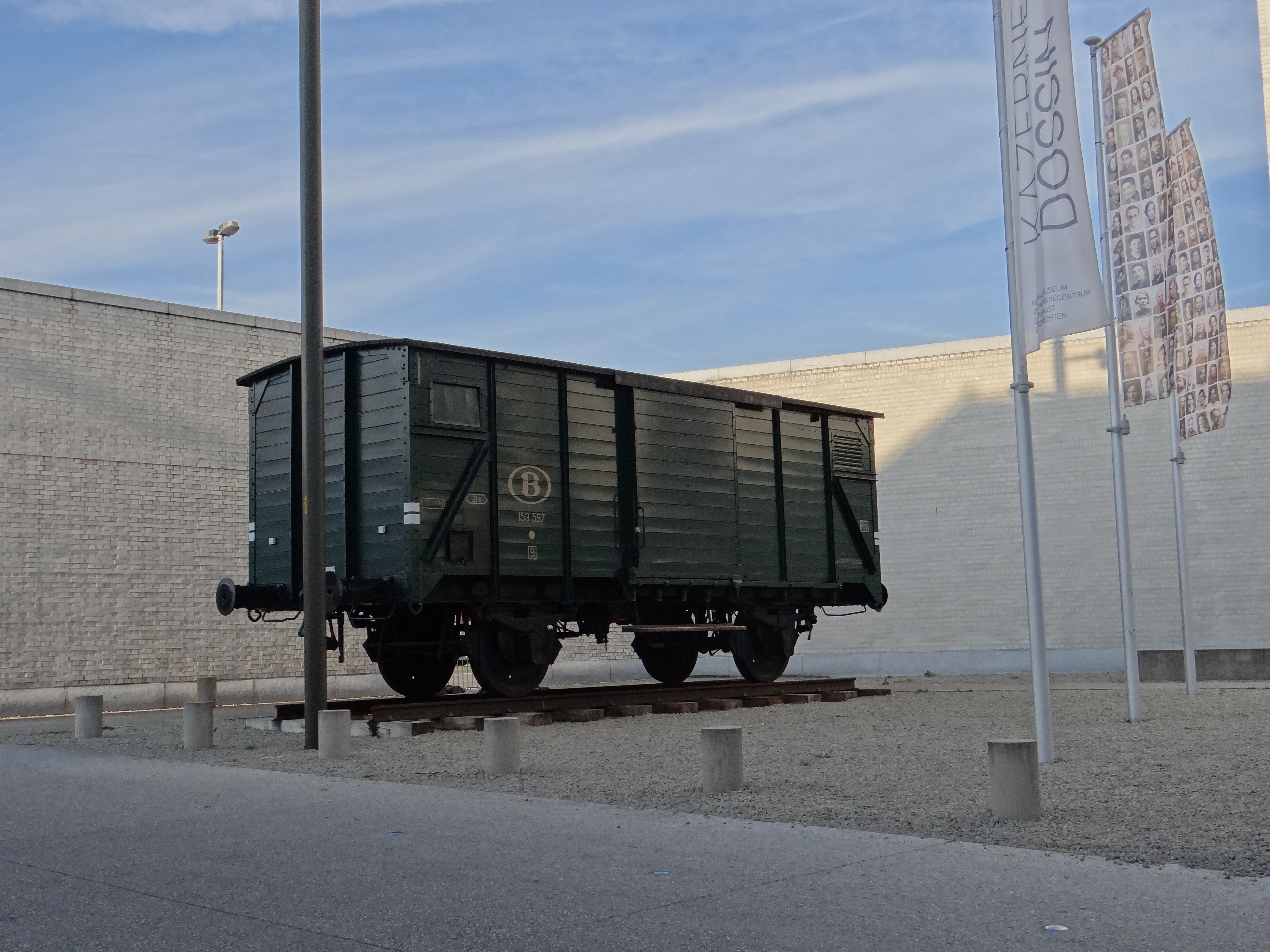
Wagon de déportation à Malines.
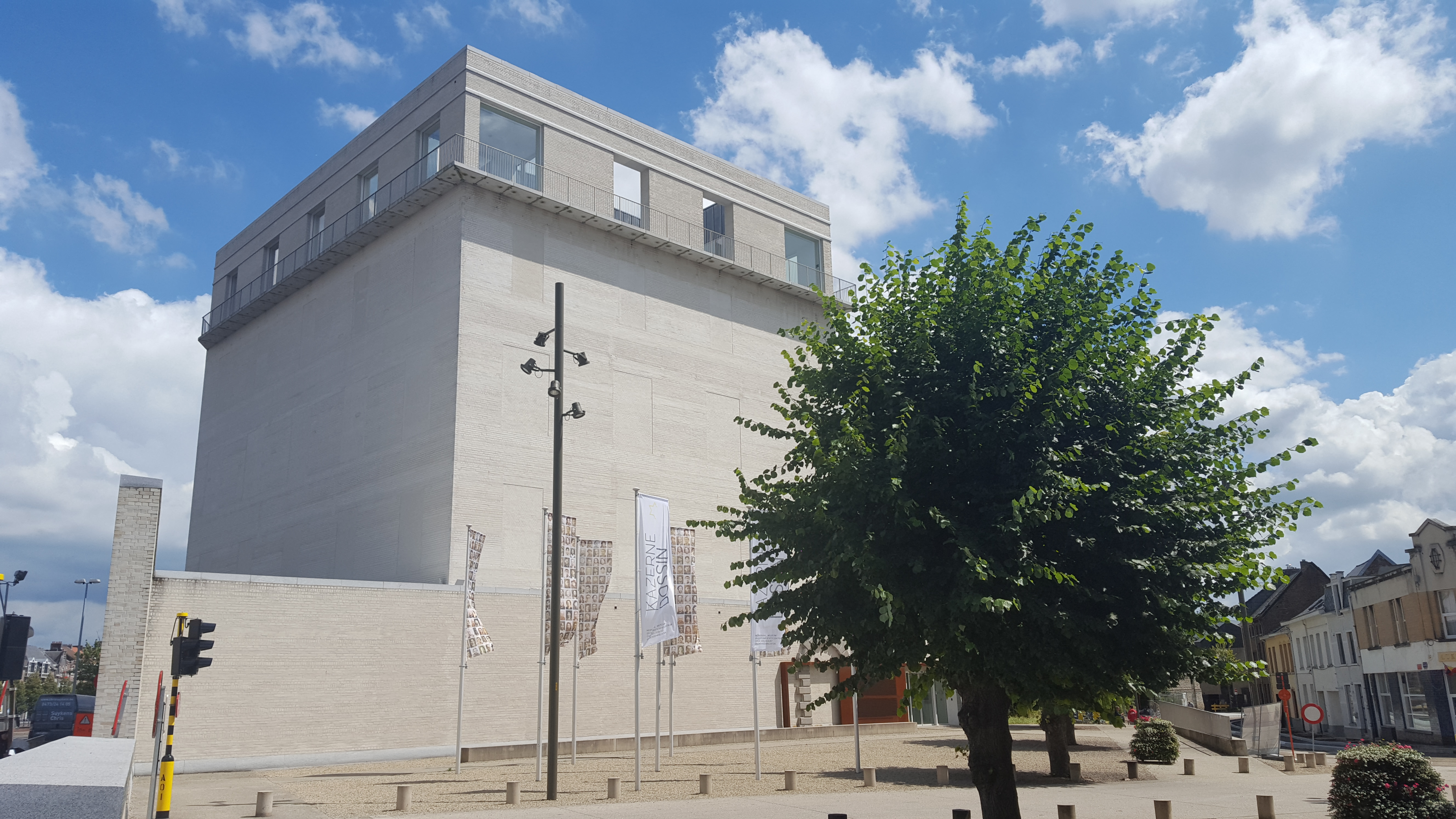
Le nouveau musée et centre de documentation, dans lequel se trouve le complexe historique du mémorial de la Shoah.

## Musée
Un bâtiment destiné à abriter une collection permanente est ensuite construit ; le « Kazerne Dossin – Mémorial, Musée et Centre de Documentation sur l'Holocauste et les Droits de l'Homme » ouvre ses portes en novembre 2012.
Le Musée couvre les aspects suivants de la solution finale en Belgique et en Europe :
- la montée de l'extrême droite en Belgique et à l'étranger dans les années 1930 ;
- les politiques antisémites imposées par l'occupation allemande ;
- la résistance juive et la dissimulation des enfants ;
- la déportation des Juifs belges en convois.